# Eulogio Nishiyama
Eulogio Nishiyama (Cusco, 12 de diciembre de 1920-ibidem, 26 de noviembre de 1996) fue un fotógrafo, cineasta y productor de cine peruano. Formó parte de la llamada Escuela de Cine del Cusco, junto a Luis Figueroa Yábar y Manuel Chambi López.

## Biografía
Eulogio Nishiyama Gonzales nació el 12 de diciembre de 1920 en Cuzco, Perú. Aunque había estudiado economía en la Universidad San Antonio Abad de su ciudad, en la década de los cuarenta fue fotoperiodista del diario La Crónica, y luego director de fotografía, director y miembro de la Escuela de Cine del Cusco. Sus fotografías documentaron el Cuzco, especialmente después del terremoto del 21 de mayo de 1950.
Falleció en 1996 a los 76 años.

## Filmografía

### Largometrajes
- 1961. Kukuli (64 min), como codirector junto a Luis Figueroa y César Villanueva